# Хмелецькі герба Бонча
Хмеле́цькі — шляхетський рід гербу Бонча. Був представлений, зокрема, у Подільському воєводстві, Перемиській землі.

## Представники роду
- Хмелецький Адам (пом. 1652) — червоноруський шляхтич, козацький військовий та державний діяч, паволоцький наказний полковник, наказний гетьман козацького війська.
- Хмелецький Степан (?) — козацький військовий та державний діяч, Паволоцький полковник у 1651—1653 рр.
- Хмелецький Стефан (1595—1630) — червоноруський шляхтич, староста овруцький і таборовський, київський воєвода.
  - Лукаш.
- Ян — белзький ловчий 1674 року.
- Кшиштоф, згаданий у Лівській землі 1632 року.